# Принцип Лавеса
Принцип Лавеса (англ. principle of Laves) — утворення структур простих неорганічних твердих тіл підлягає таким правилам:
- — простір має використовуватися найбільш ефективно;
- — симетрія має бути найвищою з можливих;
- — має бути найбільше сполучень між компонентами (тобто координаційні числа мають бути максимальними).